# ミスター・ロンリー (映画)
『ミスター・ロンリー』（Mister Lonely）は、2007年のイギリス、フランス、アメリカの合作映画。

## 概要
マイケル・ジャクソンとしてしか生きられない青年が、マリリン・モンローを始めとする 「なりきり芸人（インパーソネーター）」たちとの共同生活を経て、本当の自分を探す物語。第61回カンヌ国際映画祭ある視点部門出品。
ヴェルナー・ヘルツォーク、レオス・カラックスが特別出演している。

## ストーリー
大道芸人のマイケル（D・ルナ）はマイケル・ジャクソンのインパーソネーターとしてパリの路上で生計を立てるも、一向に生活が苦しくなるばかり。ある時、マリリン・モンローのような彼女（S・モートン）に出会う。彼女もマイケルと同じパーソネーターであり、不器用で有名人になりきる事でしか生きられないのだった。そんな彼女に惹かれたマイケルはある日、彼女からスコットランドの古城に誘われる。そこには自分たちと同じようになりきる事でしか生きられない、様々なパーソネーターたちによるコミュニティがあった。チャップリン、シャーリー・テンプル、ジェームズ・ディーン、マドンナ、リンカーン大統領などがいる夢のような理想郷だったが……。

## キャスト
| 役名         | 俳優                     | 日本語吹替   |
| ------------ | ------------------------ | ------------ |
| マイケル     | ディエゴ・ルナ           | 佐藤せつじ   |
| マリリン     | サマンサ・モートン       | きっかわ佳代 |
| チャップリン | ドニ・ラヴァン           | 中博史       |
| 神父         | ヴェルナー・ヘルツォーク | 佐々木敏     |
| レナード     | レオス・カラックス       |              |
| 教皇         | ジェームズ・フォックス   |              |
| ジェームズ   | ジョセフ・モーガン       | 金光宣明     |
| 女王         | アニタ・パレンバーグ     | 岡本嘉子     |

## スタッフ
- 監督：ハーモニー・コリン
- 製作：ナージャ・ロメイン
- 製作総指揮：ピーター・ワトソン
- 脚本：ハーモニー・コリン、アヴィ・コーリン
- 撮影：マルセル・ザイスキンド
- プロダクションデザイン：リチャード・キャンプリング
- 衣装デザイン：ジュディ・シュルーズベリー
- 編集：ポール・ザッカー、ヴァルディス・オスカードゥティル
- 音楽：ジェイソン・スペースマン、サン・シティ・ガールズ
- 音楽スーパーバイザー：リズ・ギャラチャー
- イメージソング：「ミスター・ロンリー」（1964年発売）ボビー・ヴィントン